# Псуцин
Псуцин (пол. Psucin) — село в Польщі, у гміні Насельськ Новодворського повіту Мазовецького воєводства.
Населення — 327 осіб (2011).
У 1975-1998 роках село належало до Цехановського воєводства.

## Демографія
Демографічна структура станом на 31 березня 2011 року:
|          | Загалом | Допрацездатний вік | Працездатний вік | Постпрацездатний вік |
| -------- | ------- | ------------------ | ---------------- | -------------------- |
| Чоловіки | 152     | 25                 | 107              | 20                   |
| Жінки    | 175     | 36                 | 100              | 39                   |
| Разом    | 327     | 61                 | 207              | 59                   |